# Caterina Panciera Besarel
Caterina Panciera Besarel (Astragal, 23 settembre 1867 – Astragal, 1947) è stata un'imprenditrice e scultrice italiana, specializzata in sculture lignee e in terracotta.

## Biografia
Ultimogenita di tre figlie, di Marina Fontanella de' Pellegrini e Valentino Panciera Besarel, affermato scultore discendente di una antica famiglia zoldana, attestata fin dal '600 a Colcervèr e quindi ad Astragàl, dedita alla lavorazione artigianale del legno e all'intaglio artistico. Il padre fu il suo primo maestro. Il 19 giugno 1902 sposa Corradino Angelini di Udine, dove si trasferisce. Pur dedicandosi alla famiglia e ai tre figli (Giannina, Valentino e Giovanni), continua la collaborazione con la bottega paterna, nella quale sono impegnati, oltre al padre, lo zio Francesco e gli allievi. 
Si spegne a 80 anni a Astragàl di Zoldo e con lei ebbe fine la dinastia dei Besarel scultori.

## Apprendistato
Vive gli anni giovanili prevalentemente a Venezia, a San Barnaba, sul Canal Grande e dal padre apprende l'arte dell'intaglio e della plastica, in cui mostra una particolare predisposizione. Valentino è privo di figli maschi e fin da subito, da padre illuminato, lascia alle tre figlie incarichi di gestione e collaborazione nell’atelier Besarel: alla maggiore, Elisabetta, soprattutto il compito di tenere la corrispondenza con i committenti e nel campo amministrativo-commerciale, insieme con Giovanna; la terza figlia, invece, Caterina, viene da lui iscritta nel 1882 all'Accademia di Belle Arti di Venezia, unica donna nella classe, che si segnala ben presto per le sue qualità vincendo un premio per le prove di ornato. Lo studio in Accademia e il lavoro nel laboratorio paterno contribuiscono a incrementare le capacità artistiche di Caterina, che le permetteranno di condurre la bottega nei periodi di assenza del padre, seguendo e coordinando le forniture per i committenti italiani e stranieri e stringendo relazioni per la partecipazione a importanti esposizioni universali.

## La ditta Besarel
Nel luglio 1883, a seguito del grande successo commerciale ottenuto dalla ditta Besarel, il padre inaugura lo stabilimento, già funzionante dal 1872, ma divenuto di proprietà e grandiosamente ampliato e organizzato a Palazzo Contarini di San Barnaba, nell'ala più bassa verso Ca' Rezzonico, nel quale Caterina, ancora sedicenne, comincia ad assumere un ruolo importante: suo è il libretto che ritrae con colori a pastello i numerosi lavoranti e allievi della ditta. E quando, 18 mesi dopo, Valentino Besarel subisce un grave infortunio con perdita delle falangi di quattro dita della mano destra azionando una sega elettrica (4 marzo 1885), sarà Caterina a sostenere ed aiutare il padre nella lunga convalescenza, ad incoraggiarlo nella ripresa, passandogli gli attrezzi, dotati di una particolare impugnatura in legno di bosso e pero da lui stesso progettata, che gli permettevano di scolpire agevolmente il legno nonostante la menomazione alla mano. Sarà anche l’occasione per mettere Caterina alla prova come artista autonoma, sia nella modellazione dei soggetti artistici con la creta, a lei congeniale, che nella gestione dello stabilimento, soprattutto nei soggiorni di Valentino ad Astragàl, che saranno sempre più lunghi e frequenti. Come conferma la fitta corrispondenza col padre, è a Caterina che vengono indirizzate le richieste di modifica di un disegno o di un bozzetto preparatorio di opere d'arte e di sorveglianza dei numerosi allievi e operai dello stabilimento, che nel 1891 risultano ben ventisei.
Negli ultimi quindici anni circa della vita del padre collaborò con lui nell'atelier Besarel di Venezia che richiamava una clientela nazionale e internazionale, portando avanti gli affari della bottega di famiglia e affiancandolo nel lavoro artigianale e artistico anche per commissioni di prim'ordine. Caterina Besarel si specializzò nei ritratti, nei soggetti religiosi e nelle opere di genere, che realizzava in legno e terracotta. Sono suoi anche alcuni arredi del Quirinale.

### Le sorelle
Caterina aveva due sorelle: Elisabetta, nata nel 1859, sposata con Antonio Casal, figlio dell’imprenditore zoldano Giuseppe, Bepo, che avviò lo Squero Casal di Venezia, fabbrica di gondole, tra cui la nota gondola della Regina Margherita (1884) su disegno del consuocero Valentino Besarel che ne intagliò il felze e Giovanna, nata nel 1862, sposata con Emanuele Favretti a Padova nel 1891, che soggiornò per lo più in Zoldo.

## Produzione artistica
Della produzione artistica di Caterina si conoscono ad oggi solo alcune opere firmate, prevalentemente in terracotta, ma è presumibile s’instauri già a partire dal 1883 una stretta collaborazione artistica con il padre e che questo sodalizio artistico influenzi la produzione successiva dell’atelier a dimostrare quale stima il padre nutrisse nei confronti della figlia. La sensibilità di Caterina è palese in una serie di opere importanti degli anni che seguirono: sono da riferirsi presumibilmente alla sua stessa mano le cariatidi a sostegno del tavolo portagioie della Regina Margherita al palazzo del Quirinale (1884), caratterizzate da una delicatezza di forme e raffinatezza di disegno che preannunciano gli esiti della produzione più tarda dell’atelier Besarel, dove l’apporto di Caterina diviene via via determinante.
A Caterina viene attribuito il rinnovamento formale con l'introduzione dello stile floreale o Liberty nelle produzioni dell’ultimo periodo dell'atelier Besarel. È una valentissima plasticatrice: sono forse le poche terracotte ancora rimaste, o ad oggi rintracciate, che ci forniscono la cifra stilistica dell’artista, come i ritratti privati dei genitori per i quali Caterina adotta un realismo sorvegliato e privo di retorica, quasi dimesso, ma proprio per questo assai intimo e affettuoso. I busti in terracotta della madre e del padre, quest’ultimo modello per il busto in pietra del 1927 sulla facciata del Municipio di Forno di Zoldo, sono esposti nella Saletta Besarel dei Musei Civici di Belluno.
Nel 1882 viene affidato a Valentino Panciera Besarel il rinnovamento degli arredi absidali della chiesa parrocchiale San Michele Arcangelo di La Valle Agordina, la cui ristrutturazione era iniziata nel 1862 ad opera dell'architetto feltrino Giuseppe Segusini. A Caterina viene affidata la parte centrale dell'Altare Maggiore. Lo sportellino del tabernacolo, dorato di stile antico, dove il restauro ha recuperato la scritta "... Venezia 1884", ha un disegno innovativo rispetto alle opere del padre, ed è sicuramente opera della mano della figlia. Lo sono forse anche i due angeli genuflessi ai lati dello sportellino", anche se il disegno è di Valentino, ma l'interpretazione del modellato delle capigliature e altri dettagli li avvicinano alla sensibilità della figlia. 
Si annoverano in collezioni private anche uno Spinario capitolino in creta, copia di quello conservato nei Musei Capitolini e due bassorilievi in legno di cirmolo del 1900, raffiguranti la Madonna con bambino. Sono opere certe di Caterina gli splendidi angeli genuflessi in terracotta (1889) nella cappella di famiglia dei Besarel nella chiesa di San Sebastiano ad Astragàl, un Angelo che suona in legno di cirmolo, i busti in terracotta della figlia Giannina (1902) e del figlio Valentino (1907). Di grande modernità è in particolare il busto del figlio, che rispecchia il suo guardare alle avanguardie e suggerisce quasi un riferimento a Medardo Rosso.
Sono attribuiti inoltre a Caterina gli Angeli cariatide, eseguiti in legno di cirmolo biaccato (1906), dell'altare dell'Addolorata nella chiesa di Igne, in cui molto forte è l'ascendenza Liberty.

## La passione per la montagna
Caterina è donna complessa, indipendente con molte passioni tra le quali la passione per la montagna e le lunghe escursioni, soprattutto nei soggiorni estivi ad Astragàl con i figli. Il figlio Giovanni Angelini annota nei suoi scritti la partecipazione della madre all'inaugurazione del Rifugio Venezia al Pelmo, l'11 settembre 1892, insieme con altre escursioniste, e l'ascensione successiva della madre in cima al Pelmo, di nascosto dal padre, con l’accompagnamento della guida Angelo Panciera di Zoldo detto “el mago”. Scopriamo così che Caterina è da annoverare tra le prime donne a salire il Pelmo con l’attrezzatura primordiale del tempo. Sicuramente trasmise ai figli, oltre all’interesse artistico e culturale, anche quello alpinistico, che, tramite il figlio Giovanni e la donazione della sua biblioteca di montagna alla città di Belluno, ha anche permesso la nascita del Centro Studi sulla Montagna della Fondazione Giovanni Angelini.

## Riconoscimenti
- La ditta Besarel ebbe sempre un proprio padiglione alle esposizioni universali, a conferma di una fama di carattere internazionale.
- Fin dagli anni dell'Accademia venne premiata per le sue opere e ottenne riconoscimenti[14].
- Nel 1893 a Chicago, alla Esposizione mondiale per il 400 esimo anniversario della scoperta dell'America di Colombo, ricevette il premio per la statua lignea La merlettaia per "il modellamento fedele alla realtà della faccia e delle mani, la realistica figurazione del lavoro di merlettaia"[2].
- Nel 2013 il museo civico di Belluno, in collaborazione con il comune e la Fondazione Giovanni Angelini – Centro studi sulla Montagna, le ha dedicato una personale[15].
- Nel 2016 il Soroptimist ha organizzato una conferenza su di lei nella sala del Consiglio comunale di Belluno[16].

## Archivio Besarel
Le carte del padre e di Caterina sono state donate alla Fondazione Angelini di Belluno dal figlio di Caterina, Giovanni Angelini, e costituiscono un fondo di circa 2.000 unità.